# 弗里德里希·馮·阿莫寧
弗里德里希·馮·阿莫寧（Friedrich von Amerling；1803年4月14日—1887年1月14日）是一位奧匈帝國肖像畫家，長期於法蘭茲·約瑟夫一世宮廷工作。他出生於維也納，1835年至1880年間擔任宮廷畫家。他與費迪南德·喬治·瓦爾德米勒（Ferdinand Georg Waldmüller）並稱為19世紀奧地利最傑出肖像畫家。

## 生平
他是金銀匠弗朗茨·阿莫寧（Franz Amerling）和特雷西亞·卡爾格爾（Theresia Kargl）的兒子。1815年至1824年，他在維也納藝術學院學習，之後前往布拉格，在學院學習直至1826年。隨後他前往巴黎，師從奧拉斯·韋爾內，隨後又前往羅馬。1827年和1828年他在英國倫敦度過，受到肖像畫家湯馬士·勞倫斯的影響。後來他返回維也納，1828年後，他為奧地利宮廷、貴族和中產階級工作。1829年，他獲得了維也納學院的賴歇爾獎。
阿莫寧花了很多時間旅行：1836年和1838年前往義大利，1838年前往荷蘭，1839年前往慕尼黑，1840-43年前往羅馬，1882年前往西班牙，1883年前往英國，1884年前往希臘，1885年前往斯堪的納維亞半島直至挪威北角，1886年前往埃及和巴勒斯坦。
他結過四次婚：1832年，他與安東尼·卡爾滕塔勒（Antonie Kaltenthaler）結婚，直至1843年她去世。1844-45年與凱瑟琳娜·海斯勒（Katharina Heissler）結婚，最後以離婚告終。1857年到1880年，他與艾米莉·海因里希（Emilie Heinrich）結婚，直到她去世為止。最後一位妻子是瑪麗亞·涅梅切克（Maria Nemetschke），從1881年一直到阿莫寧去世。
1878年，阿莫寧晉升為貴族，稱為弗里德里希·里特·馮·阿莫寧。阿莫寧為維也納最傑出的藝術家之一，在國內接待了許多重要的文人和音樂家（如弗朗茲·李斯特）。1858年，他買下了維也納的甘彭多夫城堡，並按照自己的品味配備了珍貴的藝術珍品。因此，該建築被稱為阿莫寧宮殿（Amerlingschloessl）。

## 外部連結
- Chronological list of paintings by Friedrich van Amerling （页面存档备份，存于）